# 佩尼亚
佩尼亚是巴西圣卡塔琳娜州的一个市镇。总面积58.783平方公里，总人口20868人，人口密度355人/平方公里。